# ناتان فرنچ
ناتان فرنچ (انگلیسی: Nathan French) بازیکن والیبال اهل بریتانیا که در اسکس چلمزفورد متولد شد و عضو تیم ملی والیبال بریتانیا است.